# Урю (повіт)
Пові́т Урю́ (яп. 雨竜郡, うりゅうぐん, МФА: [uɾʲuː guɴ]) — повіт в Японії, в окрузі Сораті префектури Хоккайдо.